# 圣维克托 (康塔尔省)
圣维克托（法語：Saint-Victor，法語發音：[sɛ̃ viktɔʁ]）是法国康塔尔省的一个市镇，位于该省西部，属于欧里亚克区。

## 地理
圣维克托（45°0'36"N, 2°17'16"E）面积13.53 平方千米，位于法国奥弗涅-罗讷-阿尔卑斯大区康塔爾省，该省份为法国中南部省份，位于法國中央高原中心，北起科雷兹省、上盧瓦爾省和多姆山省，西接洛特省和科雷兹省，南至阿韦龙省和洛特省，东临上盧瓦爾省和洛泽尔省。
与圣维克托接壤的市镇（或旧市镇、城区）包括：艾朗、尼约当、圣伊利德、圣保罗德朗德、圣桑坦康塔莱斯。

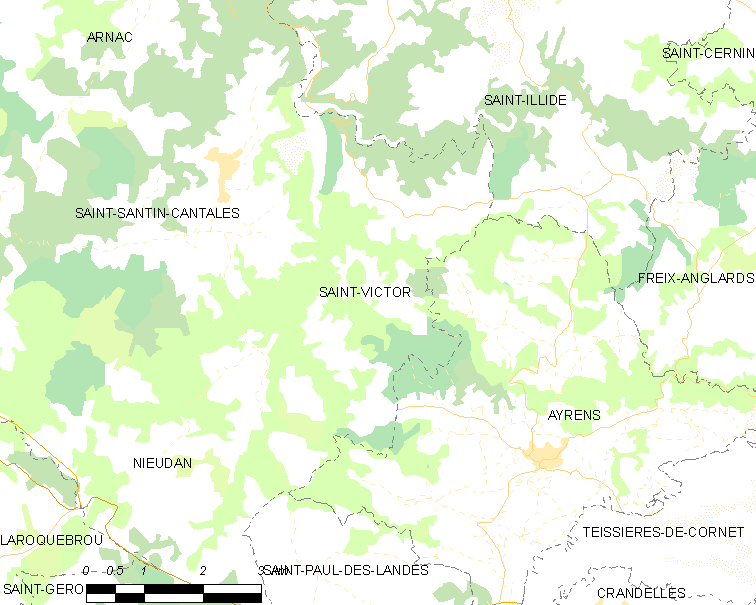
的OSM定位图

圣维克托的时区为UTC+01:00、UTC+02:00（夏令时）。

## 行政
圣维克托的邮政编码为15150，INSEE市镇编码为15217。

## 政治
圣维克托所属的省级选区为圣保罗德朗德县。

## 人口

1962-2008年间人口变化图示

圣维克托于2022年1月1日时的人口数量为96人。